# Homosferă

Straturile atmosferei

Homosfera este un strat al atmosferei care se întinde de la suprafața pământului până la aproximativ 100 km înălțime (troposferă, stratosferă, mezosferă) caracterizat prin omogenitatea componenței sale (gaze în formă moleculară).